# Mbamba Bay
Mbamba Bay  este un oraș  în  partea de sud-vest a Tanzaniei, în regiunea Ruvuma, pe malul lacului Malawi. La recensământul din 2002 a înregistrat 8.444 locuitori.